# Louis Streel
Louis Hubert Joseph Streel (Fexhe-le-Haut-Clocher, 25 juli 1897 - Noville, 27 augustus 1960) was een Belgisch senator en burgemeester.

## Levensloop
Louis Streel was een zoon van Hubert Streel (1861-1912) en van Mathilde de Béco (1872-1956).
Hij trouwde in 1922 met Marie-Louise Grégoire en ze hadden zeven kinderen.
Beroepshalve was hij industrieel. Hij werd in 1926 verkozen tot gemeenteraadslid van Noville en werd er onmiddellijk burgemeester.
In 1949 werd hij PSC-senator voor de provincie Luik, een mandaat dat hij vervulde tot in 1954.